# 宮坂力
宮坂 力（みやさか つとむ、1953年〈昭和28年〉9月10日 - ）は、日本の化学者。神奈川県鎌倉市出身。工学博士（東京大学）。

## 人物
父親が住友銀行から建設会社鴻池組に出向していたことから、自身も建築の道を志したが、父親から「建築の中心はデザインだ」と教えられ、それに衝撃を受けて化学へ方向転換する。
早稲田大学高等学院を経て、1976年3月に早稲田大学理工学部応用化学科を卒業後、東京大学大学院工学系研究科工業化学修士課程で2年間学ぶ。指導教授は本多健一。その後は同大学院の合成化学博士課程へ進んだ後、1980年から1年間、カナダへ留学し、ケベック大学大学院生物物理学科客員研究員として勤務する。
大学院では光電気化学を専門に研究し、特に色素増感半導体の研究に力を入れた。
1981年3月に東京大学大学院工学系研究科合成化学博士課程を修了した後、同年4月に富士写真フイルムに入社。同社の足柄研究所研究員として勤務。富士フイルム時代にはインスタントカメラ用フォトラマフィルムの高感度フィルムの開発やリチウム二次電池の開発などを手掛ける。
しかし、富士フイルムがリチウム二次電池開発を「採算が採れない」として中止したこともあり、富士フイルムでの研究生活に徒労感を感じていたところに、桐蔭横浜大学工学部教授だった杉道夫の知遇を得、2001年に桐蔭横浜大学の教員公募募集を経て、2001年より桐蔭横浜大学大学院工学研究科教授に就任。
その間、2004年には横浜市の中田宏市長（当時）のベンチャー企業創業政策推進に呼応する形で太陽電池研究のためにペクセル・テクノロジーズ株式会社を設立し、代表取締役を務める。

## ペロブスカイト太陽電池の発見
2003年頃から色素増感太陽電池の研究に着手し、なかでもプラスチックフィルム基板を使った薄くて曲げられるフレキシブルな色素増感太陽電池の発電性能を高める研究を進めた。この研究の延長で色素に代えてハロゲン化鉛ペロブスカイトを増感剤に使う実験を始めたことが次世代太陽電池として知られるペロブスカイト太陽電池の発見につながった。2006年にペロブスカイトを酸化チタン半導体の増感材料に使った光発電の研究報告を学会で発表したのを始めとして、2008年までに11件以上の学会報告を国内と海外で行う 。
2009年にはペロブスカイト増感酸化チタン電極による光発電素子（光電気化学セル）の特性をアメリカ化学会の論文誌に発表した。オックスフォード大学との共同研究により、エネルギー変換効率を10.9％に高めた論文を2012年にScience誌に報告し、これがきっかけとなって世界で研究開発が急速に進み、効率は26％を超えるレベルに達した。
産業界ではペロブスカイト太陽電池の実用化に向けた開発が進んでいる。炭酸ガスの排出抑制（カーボンニュートラル）を政府ならびに地方自治体が推進する中で、2023年には学校法人桐蔭学園が横浜市とペロブスカイト太陽電池の社会実装に向けた連携協定を発表、続いて2024年には神奈川県（黒岩知事）とも社会実装の連携を発表している。
中国でペロブスカイト太陽電池の研究を行う大正微納科技有限公司では首席技術顧問を務める。2023年7月14日には同社の厦門工場の除幕式に参加した。

## 著書
- 柳田祥三、宮坂力、その他     編『色素増感型太陽電池の基礎と応用技術』技術教育出版（原著2001/3/1）。ISBN 978-4907837044。
- 早瀬修二、宮坂力、その他     編『色素増感型太陽電池の開発技術』技術教育出版（原著2003/6/1）。ISBN 978-4907837105。
- 柳田祥三、宮坂力、その他     編『薄膜太陽電池の開発最前線』エヌ・ティー・エス（原著2005/3/1）。ISBN 978-4860430740。
- 宮坂力 編『新コンセプト太陽電池と製造プロセス』シーエムシー出版〈エレクトロニクスシリーズ〉（原著2009/6/1）。ISBN 978-4781300924。
- Tsutomu     Miyasaka. Trends in Advanced     Sensitized and organic Solar Cells. シーエムシー出版. ISBN 978-4-7813-0620-9
- 宮坂力、瀬川浩司、その他     編『ぺロブスカイト薄膜太陽電池の開発と最新技術』技術教育出版（原著2014/12/20）。ISBN 978-4907837259。
- Nam-Gyu     Park; Michael Graetzel k; Tsutomu Miyasaka. Organic-Inorganic     Halide Perovskite Photovoltaics: From Fundamentals to Device Architectures.     Springer. ISBN 978-3319351124
- Tsutomu Miyasaka, Perovskite Photovoltaics and Optoelectronics, From Fundamentals     to Advanced Applications, Wiley-VCH, ISBN 978-3-527-82639-1
- 宮坂力『大発見の舞台裏で！ ―ペロブスカイト太陽電池誕生秘話』さくら舎（原著2023/1/11）。ISBN 978-4865813722。
- 宮坂力『ペロブスカイト太陽電池 ―光発電の特徴と産業応用―』共立出版（原著2024/1/25）。ISBN 978-4320044890。
- 葭本隆太 著、宮坂力 編『素材技術で産業化に挑む     ペロブスカイト太陽電池』日刊工業新聞社（原著2024/9/5）。ISBN 978-4526083488。

## 受賞歴
- 2017年 - クラリベイト・アナリティクス引用栄誉賞] 『効率的なエネルギー変換を達成するためのペロブスカイト材料の発見と応用』[11]
- 2017年 - 日本化学会賞
- 2019年 - 応用物理学会業績賞
- 2020年 - 山崎貞一賞
- 2022年 - 英国Rank Prize
- 2023年度 - 朝日賞
- 2024年度 - 日本学士院賞[12]
- 2024年度 - 神奈川文化賞